# Цилюрик, Анатолий Васильевич
Анатолий Васильевич Цилюрик (2 марта 1935, Харьков — 16 ноября 2013, Киев) — доктор биологических наук, профессор кафедры лесоводства Национального университета биоресурсов и природопользования Украины, академик Лесоводческой академии наук Украины, член-корреспондент Украинской академии аграрных наук .

## Биография
Родился 2 марта 1935 в Харькове. В 1950 году поступил в Чугуево-Бабчанский лесной техникум, который закончил в 1953 году с отличием. Собственное обучение продолжил в Киевском лесохозяйственном институте будущая Украинская сельскохозяйственная академия (УСХА). В 1958 году окончил академию по специальности «лесное хозяйство», получив квалификацию «Инженер лесного хозяйства». Работает в Киевском тресте «Лиспроект».
В 1961—1964 годах — аспирант кафедры фитопатологии УСГА. В 1964 году году защитил кандидатскую диссертацию «Устойчивость зеленокорой осины к сердцевинной гнили, вызываемой грибом Phellinus tremulae (Bond. ) Бонд. et Borris» . Работает ассистентом, доцентом кафедры. В 1967 году году окончил десятимесячные курсы французского языка при Киевском университете им. Т. Г. Шевченко и работает консультантом-преподавателем по защите тропических растений от вредителей и болезней при Министерстве госхозов Демократической Республики Вьетнам в (1969—1971) годах.
По возвращении из загранкомандировки в УСХА он был назначен деканом факультета защиты растений (1971—1979), позже проректором по учебной работе (1979—1987). В 1984—2002 годах возглавлял кафедру лесных культур и лесной фитопатологии Национального аграрного университета (НАУ).
Ученое звание профессора было присвоено в 1987 году на кафедре лесных культур и лесной фитопатологии. Докторская диссертация по биологическим наукам «Лесоводческая и патосанитарная оценка осиновых насаждений Украины и научные основы их оздоровления» была защищена в родном alma mater в 1994 году по двум специальностям: 06.03.03 — лесоведение, лесоводство, лесные пожары и борьба с ними и 06.01.11 — защита растений от вредителей и болезней .
В 2002 году Цилюрик А. В. был избран членом-корреспондентом Украинской академии аграрных наук . В 2002—2006 годах возглавлял кафедру защиты леса, с 2007 года — профессор кафедры биологии леса и охотоведения. В 2011 году работал в должности профессора кафедры лесоводства и директором научно-учебного центра «Лесоводство и расширенное воспроизводство лесных ресурсов». Член диссертационного совета Национального университета биоресурсов и природопользования Украины. Управляет мобильными учебно-научно-производственными курсами «Защита леса».
Цилюрик Анатолий Васильевич умер 16 ноября 2013 и похоронен во Киеве .

## Награды
Анатолий Васильевич Цилюрик награждён многими наградами:
- орден «Труда» ІІІ степени (Вьетнам);
- орден Дружбы народов ;
- лауреат Государственной премии УССР в области науки и техники за 1988 год;
- Заслуженный работник народного образования Украины (1998);
- отличие Госкомлесхоза Украины «Отличник лесного хозяйства Украины» (2000);
- Почетная грамота Кабинета Министров Украины (2003);
- Почетная грамота Верховной Рады (2005);
- заслуженный профессор Национального аграрного университета (2005).